# Roseval
La roseval est une variété de pomme de terre créée et mise sur le marché en 1950 par le semencier SICA Bretagne Plants. Elle est inscrite au catalogue officiel français depuis le 1er janvier 1950 ainsi qu'au catalogue européen.
Cette variété a été obtenue par le croisement des variétés  'Rosa', vieille variété française à peau rouge, et de 'Vale'. C'est une pomme de terre de calibre moyen, de forme allongée claviforme, à peau de couleur rouge et à chair jaune. Elle a été utilisée pour créer la variété 'Chérie'.
Sur le plan culinaire elle est classée dans le groupe A (ou intermédiaire A-B). C'est une pomme de terre à chair ferme, aqueuse (teneur en matière sèche assez faible), se délitant peu à la cuisson, adaptée pour les salades, les pommes vapeur ou en robe des champs.